# Speichererweiterung
Unter einer Speichererweiterung versteht man die Vergrößerung des Arbeitsspeichers eines Computers oder die dazu eingesetzten Bauteile.
Bei Personal Computern kann man den Arbeitsspeicher erweitern, indem man zusätzliche Speichermodule einbaut oder indem man vorhandene Module durch Module höherer Kapazität ersetzt.
Speichererweiterungen in Form von Erweiterungskarten werden z. B. für Laserdrucker angeboten. Solche Karten kamen früher aber auch in PC und vielen Heimcomputern (z. B. dem Amiga) zum Einsatz. Des Weiteren gab es auch Module für den Erweiterungs-port vieler Heimcomputer, z. B. dem C64 und dem C128. Diese Module bezeichnete man häufig als REU (Ram Expansion Unit).

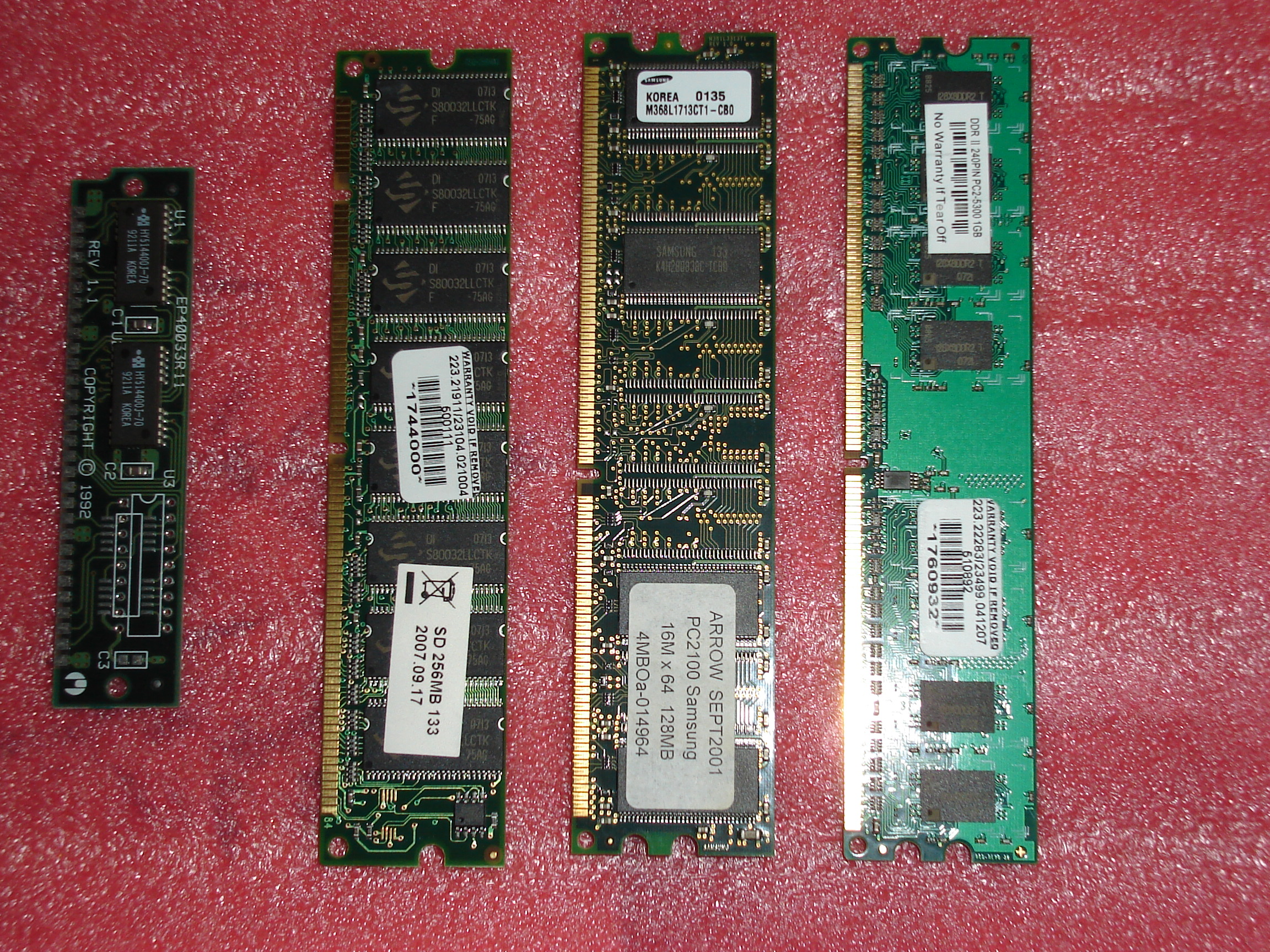
Verschiedene RAM-Speichermodule – EDO-RAM, SD-RAM, DDRI-RAM, DDRII-RAM
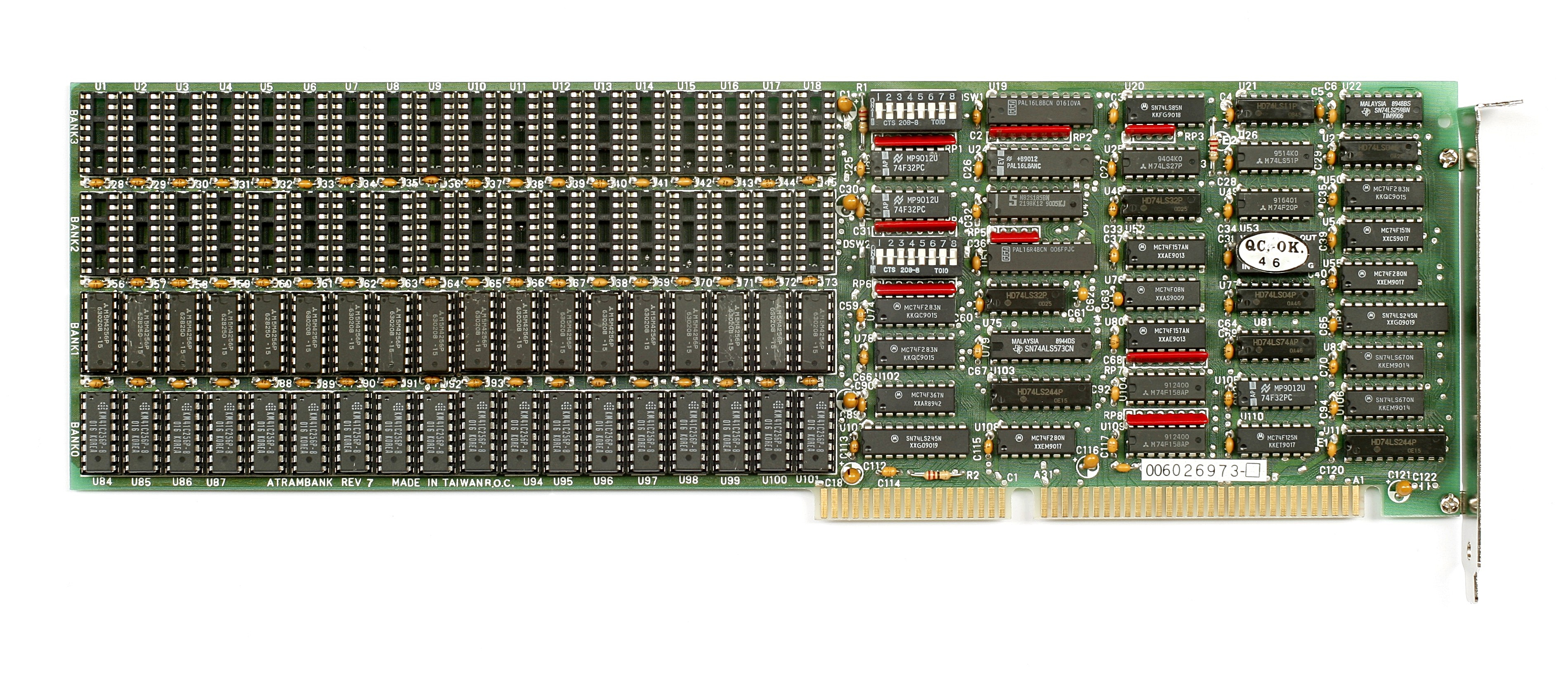
ISA-Bus-RAM-Karte ATRAMBank
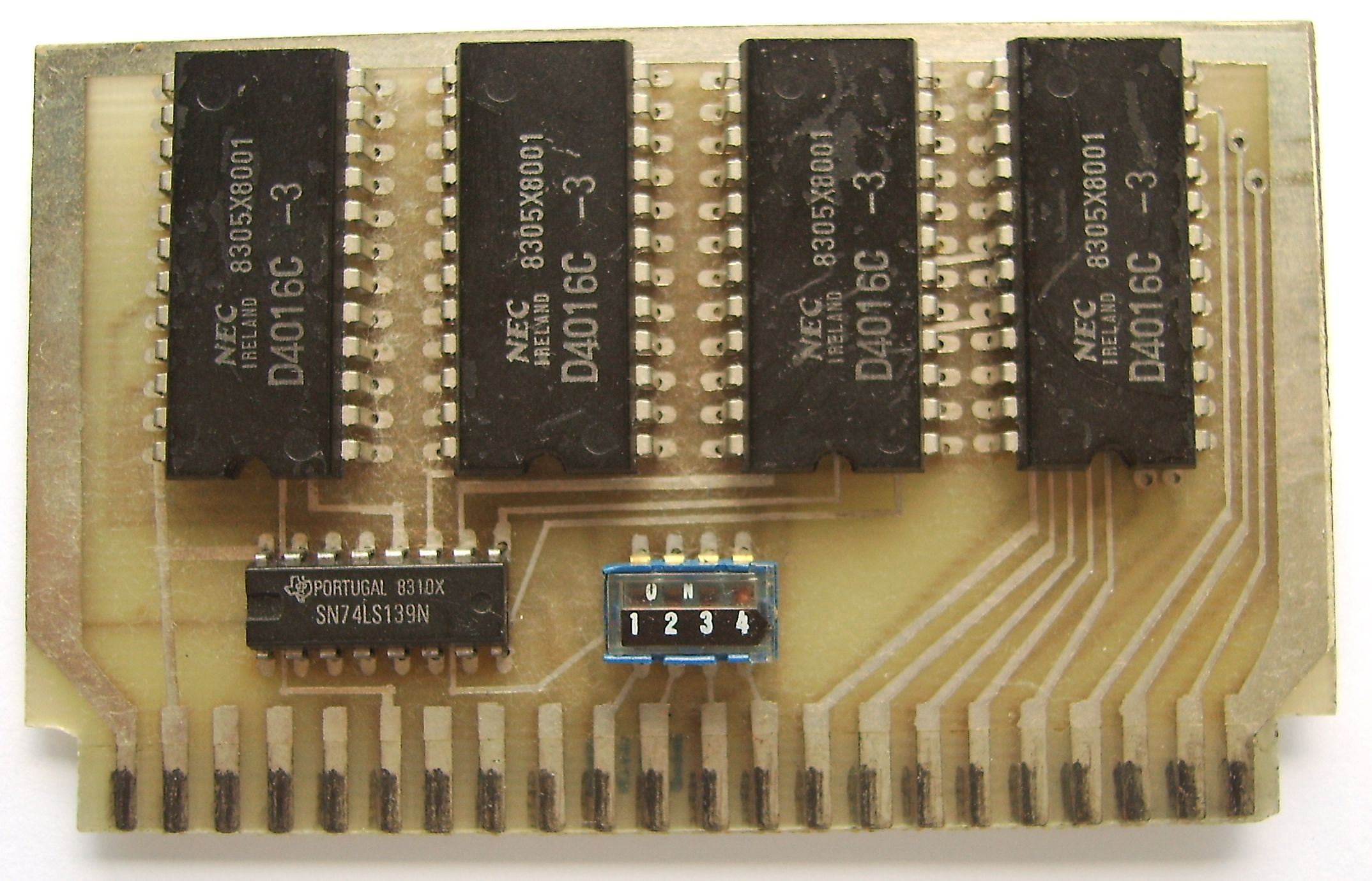
Speichererweiterungs-Steckkarte für den Commodore VC20 von ca. 1984
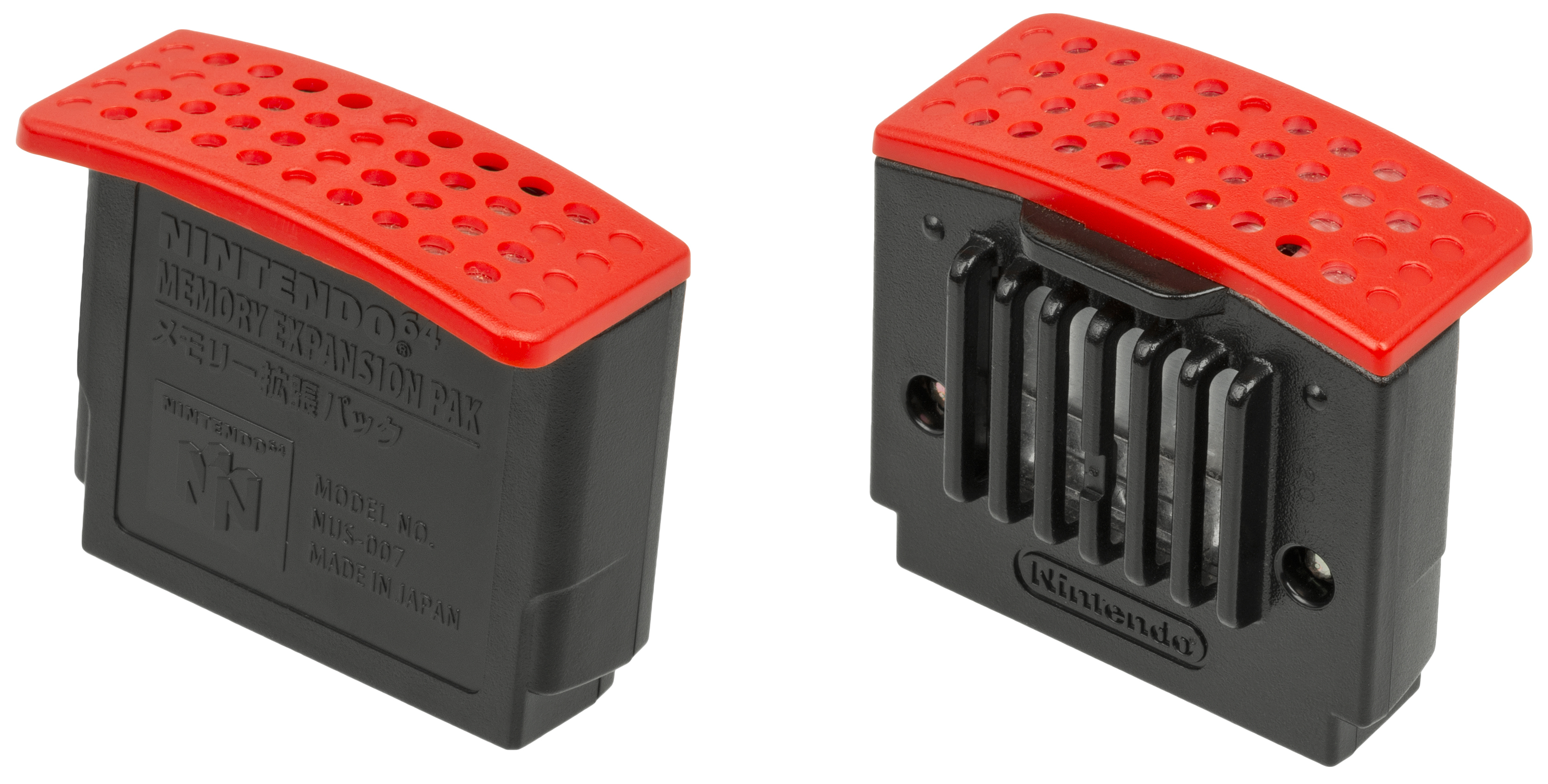
4 MB Arbeitsspeicher-Erweiterung in Modulform für das Nintendo 64